# Stazione di Ponteranica-Sorisole
La stazione di Ponteranica-Sorisole era una stazione ferroviaria della linea della Val Brembana, a servizio dei comuni che le diedero il nome: Ponteranica, ove era ubicata, e il vicino paese di Sorisole.

## Storia
La fermata fu aperta il 1º luglio 1906, assieme al tronco della ferrovia limitato inizialmente a San Pellegrino Terme. Il capolinea fu prolungato a San Giovanni Bianco il 15 ottobre dello stesso anno e, in seguito, a Piazza Brembana il 31 luglio 1926.
Inizialmente l'impianto ebbe la denominazione di Ponteranica, mentre nel secondo dopoguerra fu aggiunto il nome del comune di Sorisole.
Il servizio viaggiatori fu soppresso il 17 marzo 1966 insieme all'intera linea ferroviaria.

## Strutture ed impianti
Il fabbricato viaggiatori è una costruzione in muratura a due livelli fuori terra che esternamente è ornata da elementi liberty, come le altre costruzioni della FVB. Sul lato Paladina è presente un'ala a un solo terra, mentre in direzione Bergamo è addossato il magazzino merci.
La stazione era dotata di un piccolo scalo merci servito da un binario tronco e da un piano caricatore, oltre al magazzino già citato.
Il piazzale era dotato di un binario di raddoppio oltre a quello di corsa della linea ferroviaria.
La struttura era completata da una ritirata in muratura, posta sul lato Paladina.

## Movimento
L'impianto era servito dai treni omnibus e accelerati Bergamo-San Giovanni Bianco fino al 1926, quando, a seguito dell'apertura della prolungamento verso Piazza Brembana, furono prolungati fino al nuovo capolinea.